# Josef Tertelj

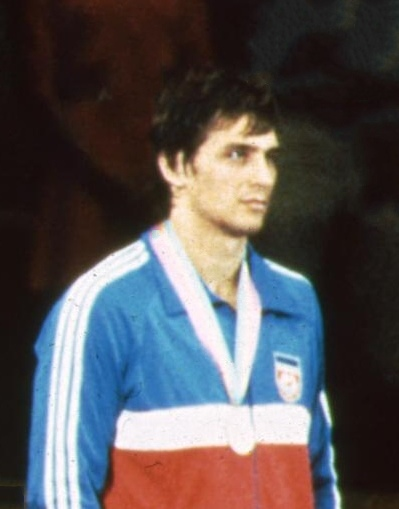
Jožef Tertei, 1984

Josef Tertelj (* 5. Mai 1960) ist ein ehemaliger jugoslawischer Ringer. Er war Gewinner einer Bronzemedaille bei den Olympischen Sommerspielen 1984, Vize-Weltmeister 1983 und Europameister 1986 im griechisch-römischen Stil im Schwergewicht.

## Werdegang
Der der ungarischen Minderheit angehörende Josef Tertelj (József Törtei) wuchs in Senta in der jugoslawischen Provinz Vojvodina auf, aus der ein Großteil der jugoslawischen Spitzenringer nach dem Zweiten Weltkrieg stammte. Er gehörte schon als Junior zu den besten jugoslawischen Ringern im griechisch-römischen Stil, dem Stil, dem er sich ausschließlich widmete.
Den ersten Erfolg auf der internationalen Ringermatte feierte er als 19-Jähriger bei den Balkan-Meisterschaften 1979 in Jambol, wo er im Halbschwergewicht hinter den etablierten Ringern Ilie Matei aus Rumänien und Atanas Komtschew aus Bulgarien den 3. Platz belegte. Den gleichen Platz belegte er auch bei den Balkan-Meisterschaften des Jahres 1980 in Istanbul im Schwergewicht. 1980 kam er bei der Junioren-Weltmeisterschaft in Bursa im Halbschwergewicht auch noch auf den 6. Platz.
Nachdem Refik Memišević, der beste jugoslawische Ringer in der Schwergewichtsklasse, 1981 in das Super-Schwergewicht wechselte, kam Josef Tertelj ab diesem Jahr regelmäßig bei den internationalen Meisterschaften zum Einsatz. 1981 musste er aber sowohl bei der Europameisterschaft in Göteborg als auch bei der Weltmeisterschaft in Oslo noch Lehrgeld bezahlen. Bei beiden Veranstaltungen gelang ihm nur ein Sieg, ein Punktsieg über Hans-Günter Klein aus der BRD.
Bedeutend bessere Ergebnisse erzielte er bereits 1982. Er gewann in diesem Jahr mit einem dritten Platz bei der Europameisterschaft in Warna hinter Andrej Dimitrow aus Bulgarien und Nikolai Inkow aus der Sowjetunion seine erste Medaille. Auch der 5. Platz bei der Weltmeisterschaft in Kattowitz war ein hervorragendes Ergebnis.
Im Jahre 1983 enttäuschte er zunächst mit einem 6. Platz bei der Europameisterschaft in Budapest seine Anhänger etwas, aber dafür belegte er bei der Weltmeisterschaft des gleichen Jahres in Kiew einen 2. Platz hinter Andrej Dimitrow und vor dem sowjetischen Vertreter Wiktor Awdyschew.
Im Jahre 1984 startete er nur bei den Olympischen Sommerspielen 1984 in Los Angeles, die von Jugoslawien, im Gegensatz zu den meisten anderen damaligen sozialistischen Staaten, nicht boykottiert worden waren. Der Lohn war der Gewinn der olympischen Bronzemedaille hinter Vasile Andrei aus Rumänien und Greg Gibson aus den USA.
Nach einem 5. Platz bei der Weltmeisterschaft 1985 in Kolbotn/Norwegen gelang ihm 1986 in Athen der erste internationale Titelgewinn. Er wurde im Schwergewicht vor Thomas Horschel aus der DDR und István Illes aus Ungarn Europameister. Im Endkampf bezwang er dabei Thomas Horschel mit 6:2 Punkten. Bei der Weltmeisterschaft 1986 war er nicht am Start.
1987 verfehlte er mit einem 4. Platz bei der Europameisterschaft in Tampere und einem 5. Platz bei der Weltmeisterschaft in Clermont-Ferrand knapp die Medaillenränge. In Tampere verlor er dabei den entscheidenden Kampf um eine Medaille gegen Jörg Kotte aus der DDR mit 3:4 Punkten.
Das Jahr 1988 war das letzte Jahr von Josef Tertelj auf den internationalen Ringermatten. Bei der Europameisterschaft in Kolbotn feierte er dabei mit einem 2. Platz hinter Anatoli Fedorenko aus der UdSSR noch einmal einen großen Erfolg. Bei den Olympischen Spielen dieses Jahres in Seoul reichte es mit einem guten 5. Platz nicht mehr ganz zu einem Medaillengewinn. Dort dominierten die neuen Stars Andrzej Wroński und Gerhard Himmel.
Nach diesen Spielen beendete Josef Tertelj seine internationale Ringerlaufbahn. Er ging nach Deutschland und rang viele Jahre bei verschiedenen Vereinen im südwestdeutschen Raum in der 1. und 2. Bundesliga.

## Internationale Erfolge
(OS = Olympische Spiele, WM = Weltmeisterschaft, EM = Europameisterschaft, GR = griech.-röm. Stil, Hs = Halbschwergewicht, S = Schwergewicht, damals bis 90 kg bzw. 100 kg Körpergewicht)
- 1979, 3. Platz, Balkan-Meisterschaft in Jambol, GR, Hs, hinter Ilie Matei, Rumänien u. Atanas Komtschew, Bulgarien u. vor Seyfullah Shiringos, Türkei u. Dimitrios Hatzigeorgios, Griechenland;
- 1980, 3. Platz, Balkan-Meisterschaft in Istanbul, GR, S, hinter Georgios Pikilidis, Griechenland u. Ion Hanou, Rumänien u. vor Kenan Cinar, Türkei u. Iwan Petrow, Bulgarien;
- 1980, 6. Platz, Junioren-WM (Espoirs) in Bursa, GR, Hs, hinter Christer Gulldén, Schweden, Nikolai Sibnitew, UdSSR, Lajos Herczeg, Ungarn, Zbigniew Lobeyko, Polen u. Ilie Matei;
- 1981, 6. Platz, EM in Göteborg, GR, S, mit einem Sieg über Hans-Günter Klein, BRD u. Niederlagen gegen Vladiyslav Bojko, Tschechoslowakei, Vasile Andrei, Rumänien u. Roman Wroclawski, Polen;
- 1981, 9. Platz, WM in Oslo, GR, S, nach Niederlagen gegen Michail Saladse, UdSSR u. Greg Gibson, USA;
- 1982, 5. Platz, Großer Preis der Bundesrepublik Deutschland in Freiburg im Breisgau, GR, S, hinter Michail Saladse, Thomas Horschel, DDR, Andrej Dimitrow, Bulgarien u. Jeff Simons, USA u. vor Georgios Pikilidis;
- 1982, 3. Platz, EM in Warna, GR, S, hinter Andrej Dimitrow u. Nikolai Inkow, UdSSR u. vor Vasile Andrei, Tamás Gáspár, Ungarn u. Vladyslav Bojko;
- 1982, 5. Platz, WM in Kattowitz, GR, S, hinter Roman Wroclawski, Polen, Vasile Andrei, Andrej Dimitrow u. Nikolai Inkow u. vor Vladyslav Bojko;
- 1983, 6. Platz, EM in Budapest, GR, S, hinter Andrej Dimitrow, Tamas Gaspar, Wiktor Awdychew, UdSSR, Vasile Andrei u. Georgios Pikilidis;
- 1983, 2. Platz, WM in Kiew, GR, S, hinter Andrej Dimitrow u. vor Wiktor Awdyschew, Georgios Pikilidis, Vasile Andrei u. Greg Gibson;
- 1984, Bronzemedaille, OS in Los Angeles, GR, S, mit Siegen über Fritz Gerdsmeier, BRD, Yoshihiro Fujita, Japan u. Georgios Pikilidis u. einer Niederlage gegen Greg Gibson;
- 1985, 5. Platz, WM in Kolbotn/Norwegen, GR, S, hinter Andrej Dimitrow, Tamas Gaspar, Anatoli Fedorenko, UdSSR u. Vasile Andrei u. vor Roman Bierla, Polen;
- 1986, 1. Platz, EM in Athen, GR, S, vor Thomas Horschel, István Illes, Ungarn, Dusan Masar, Tschechoslowakei, Anatoli Fedorenko u. Roman Bierla;
- 1987, 4. Platz, EM in Tampere, GR, S, hinter Ilija Georgiew, Bulgarien, Vasile Andrei u. Jörg Kotte, DDR u. vor Igor Kanygin, UdSSR u. Keijo Manni, Finnland;
- 1987, 3. Platz, Grand-Prix-Turnier, GR, S, hinter Vasile Andrei u. Héctor Milián, Kuba u. vor Gerhard Himmel, BRD u. Ilija Georgiew;
- 1987, 5. Platz, WM in Clermont-Ferrand, GR, S, hinter Guram Guduschauri, UdSSR, Dennis Koslowski, USA, Vasile Andrei u. Jörg Kotte u. vor Ilija Georgiew;
- 1987, 4. Platz, FILA-Grand-Prix-Gala in Budapest, GR, S, hinter Vasile Andrei, Ilija Georgiew u. Dennis Koslowski u. vor Hector Milian u. Jörg Kotte;
- 1988, 2. Platz, EM in Kolbotn/Norwegen, GR, S, hinter Anatoli Fedorenko u. vor Gerhard Himmel, Andrej Dimitrow, Vasile Andrei u. István Illes;
- 1988, 5. Platz, OS in Seoul, GR, S, hinter Andrzej Wroński, Polen, Gerhard Himmel, Dennis Koslowski, Ilja Georgiew, Bulgarien u. vor Yoo Young-Tai, Südkorea